# Vuelta a Andalucía 2001
La Vuelta a Andalucía 2001, quarantasettesima edizione della corsa, si svolse dal 18 al 22 febbraio 2001 su un percorso di 851 km ripartiti in cinque tappe. Fu vinta dall'olandese Erik Dekker della Rabobank, davanti al belga Marc Wauters, suo compagno di squadra, e al kazako Aleksandr Šefer.

## Tappe
| Tappa  | Data        | Percorso              | km    | Vincitore di tappa | Leader cl. generale |
| ------ | ----------- | --------------------- | ----- | ------------------ | ------------------- |
| 1ª     | 18 febbraio | Cordova > Cordova     | 148   | Pedro Díaz Lobato  | Pedro Díaz Lobato   |
| 2ª     | 19 febbraio | Siviglia > Lucena     | 178,5 | Aleksandr Šefer    | Erik Dekker         |
| 3ª     | 20 febbraio | Luque > Jaén          | 177,9 | Erik Zabel         | Erik Dekker         |
| 4ª     | 21 febbraio | Cabra > Benalmádena   | 175,1 | Martin Hvastija    | Erik Dekker         |
| 5ª     | 22 febbraio | Humilladero > Granada | 171,5 | Mikel Artetxe      | Erik Dekker         |
| Totale | Totale      | Totale                | 851   |                    |                     |

## Dettagli delle tappe

### 1ª tappa
- 18 febbraio: Cordova > Cordova – 148 km

| Pos. | Corridore         | Squadra  | Tempo    |
| ---- | ----------------- | -------- | -------- |
| 1    | Pedro Díaz Lobato | Jazztel  | 3h46'15" |
| 2    | Jan Schaffrath    | Telekom  | a 1'43"  |
| 3    | Erik Dekker       | Rabobank | s.t.     |

| Pos. | Corridore         | Squadra | Tempo    |
| ---- | ----------------- | ------- | -------- |
| 1    | Pedro Díaz Lobato | Jazztel | 3h46'15" |

### 2ª tappa
- 19 febbraio: Siviglia > Lucena – 178,5 km

| Pos. | Corridore       | Squadra  | Tempo    |
| ---- | --------------- | -------- | -------- |
| 1    | Aleksandr Šefer | Alessio  | 5h12'39" |
| 2    | Erik Dekker     | Rabobank | a 16"    |
| 3    | Marc Wauters    | Rabobank | a 22"    |

| Pos. | Corridore   | Squadra  | Tempo    |
| ---- | ----------- | -------- | -------- |
| 1    | Erik Dekker | Rabobank | 9h00'53" |

### 3ª tappa
- 20 febbraio: Luque > Jaén – 177,9 km

| Pos. | Corridore        | Squadra      | Tempo    |
| ---- | ---------------- | ------------ | -------- |
| 1    | Erik Zabel       | Telekom      | 4h18'28" |
| 2    | Max van Heeswijk | Domo-Farm F. | s.t.     |
| 3    | Endrio Leoni     | Alessio      | s.t.     |

| Pos. | Corridore   | Squadra  | Tempo     |
| ---- | ----------- | -------- | --------- |
| 1    | Erik Dekker | Rabobank | 13h19'21" |

### 4ª tappa
- 21 febbraio: Cabra > Benalmádena – 175,1 km

| Pos. | Corridore        | Squadra      | Tempo    |
| ---- | ---------------- | ------------ | -------- |
| 1    | Martin Hvastija  | Alessio      | 4h39'27" |
| 2    | Leonardo Piepoli | iBanesto.com | a 27"    |
| 3    | Dave Bruylandts  | Domo-Farm F. | a 48"    |

| Pos. | Corridore   | Squadra  | Tempo     |
| ---- | ----------- | -------- | --------- |
| 1    | Erik Dekker | Rabobank | 18h01'44" |

### 5ª tappa
- 22 febbraio: Humilladero > Granada – 171,5 km

| Pos. | Corridore          | Squadra      | Tempo    |
| ---- | ------------------ | ------------ | -------- |
| 1    | Mikel Artetxe      | Euskaltel    | 4h07'12" |
| 2    | Félix García Casas | Festina      | s.t.     |
| 3    | Dave Bruylandts    | Domo-Farm F. | s.t.     |

| Pos. | Corridore       | Squadra  | Tempo     |
| ---- | --------------- | -------- | --------- |
| 1    | Erik Dekker     | Rabobank | 22h09'32" |
| 2    | Marc Wauters    | Rabobank | a 6"      |
| 3    | Aleksandr Šefer | Alessio  | a 9"      |

## Classifiche finali

### Classifica generale
| Pos. | Corridore          | Squadra          | Tempo     |
| ---- | ------------------ | ---------------- | --------- |
| 1    | Erik Dekker        | Rabobank         | 22h09'32" |
| 2    | Marc Wauters       | Rabobank         | a 6"      |
| 3    | Aleksandr Šefer    | Alessio          | a 9"      |
| 4    | Andrei Tchmil      | Lotto-Adecco     | a 12"     |
| 5    | Jan Schaffrath     | Telekom          | a 21"     |
| 6    | Gennadij Michajlov | Lotto-Adecco     | a 1'12"   |
| 7    | Pietro Caucchioli  | Alessio          | a 2'05"   |
| 8    | Félix García Casas | Festina          | a 2'11"   |
| 9    | Wilfried Peeters   | Domo-Farm Frites | a 2'18"   |
| 10   | Johan Museeuw      | Domo-Farm Frites | a 2'23"   |